# Hydrocodone/aspirin
Hydrocodone/aspirin (INNs) là một thuốc kết hợp đường uống công thức các opioid giảm đau hydrocodone và thuốc chống viêm không steroid (NSAID) dùng aspirin được sử dụng trong điều trị mãn tính và cấp tính đau. Nó được bán dưới tên thương hiệu bao gồm Alor 5/500, Azdone, Damason-P, Lortab ASA và Panasal 5/500.